# بونيون عاري
البونيون العاري (باللاتينية: Bunium nudum) نوع نباتي ينتمي إلى جنس البونيون من الفصيلة الخيمية.

## الموئل والانتشار
موطن هذا النوع بلاد الشام.